# Melchior de Hondecoeter

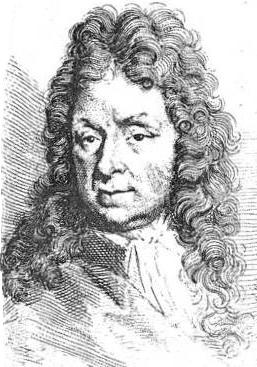
Melchior de Hondecoeter

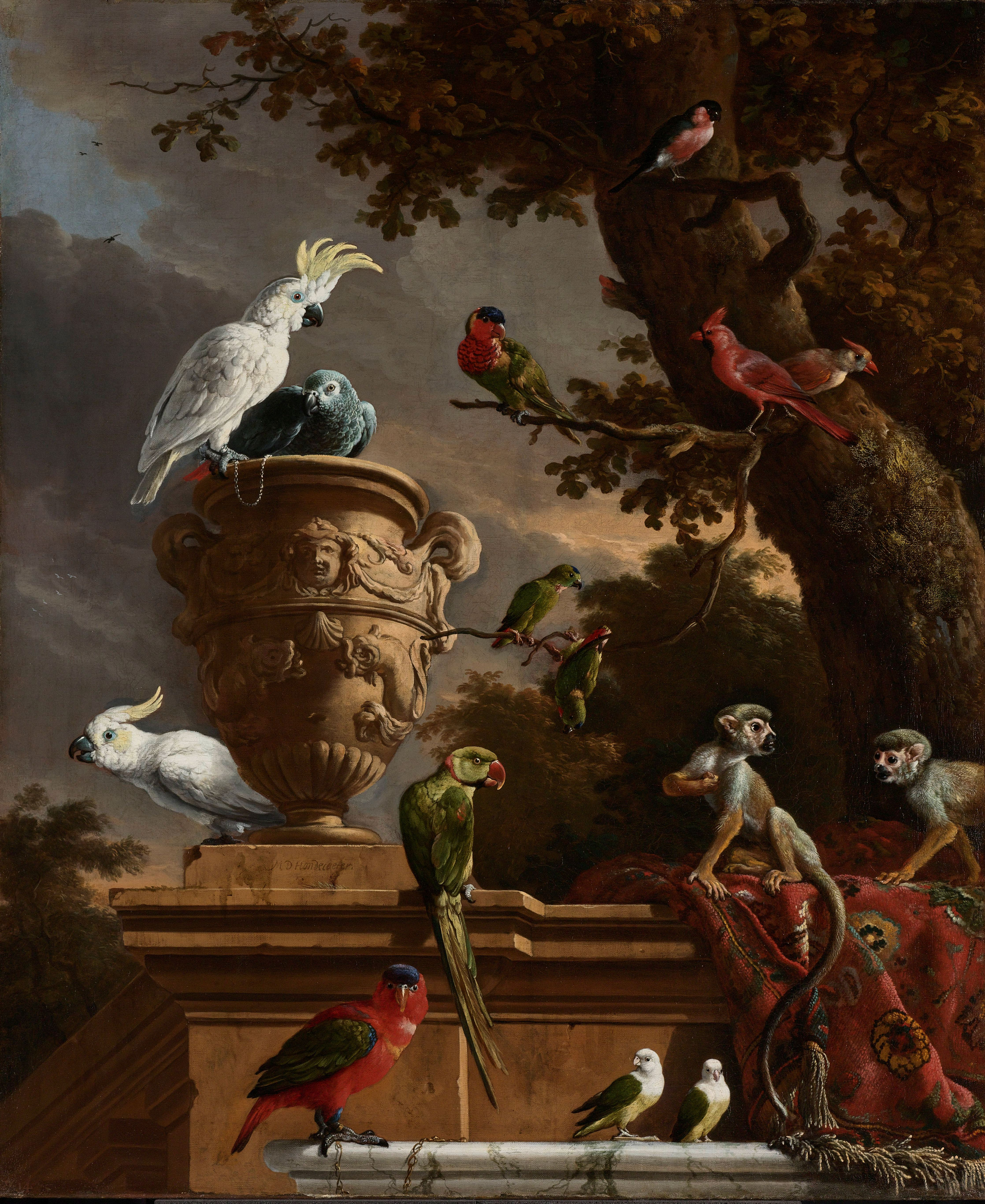
Die Menagerie (etwa 1690). Eine bunte Mischung asiatischer Papageien (Großer Alexandersittich, Blaukrönchen – in typischer Körperhaltung! –, Frauenlori?, Allfarblori) und afrikanischer (Graupapagei, Grauköpfchen), darunter auch zwei Gelbwangenkakadus. Im Hintergrund oben ein europäischer Gimpel und ein nordamerikanischer Rotkardinal.

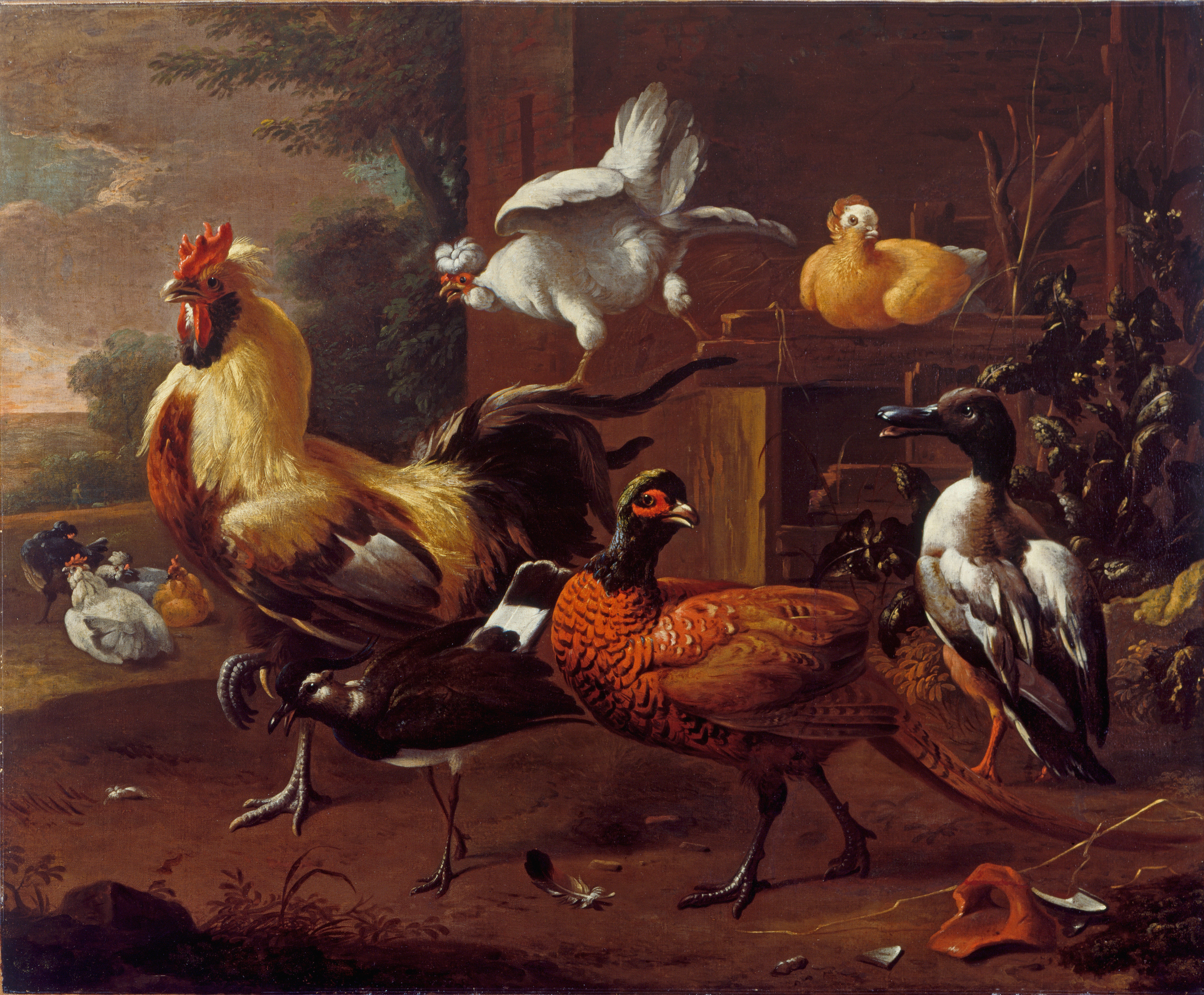
Hühnerhof (1686)

Melchior de Hondecoeter, auch Melchior d’Hondecoeter (* 1636 in Utrecht; † 3. April 1695 in Amsterdam) war ein niederländischer Tiermaler.

## Leben und Wirken
Melchior de Hondecoeter stammt aus der holländischen Malerfamilie Hondecoeter, war Schüler seines Vaters Gijsbert Gillisz. de Hondecoeter (Meister in der Malergilde in Utrecht) und seines Onkels Jan Baptist Weenix. Auch sein Großvater Gillis Claesz. de Hondecoeter und sein Cousin Jan Weenix waren Maler.
Er hielt sich um 1659–1663 in Den Haag auf und wurde dort Mitglied und Obmann der Malergilde. Dann siedelte er sich in Amsterdam an, wo er 1663 Susanna Tradel heiratete.
Hondecoeter malte Jagdstillleben sowie Zusammenstellungen einheimischer und exotischer Vögel. Unter den Themen sind z. B. Hühnerhöfe mit kämpfenden Hähnen oder auch Enten am Wasser.
Das Format der Bilder ist sehr unterschiedlich und reicht von kleineren Gemälden bis zu großen Wandverkleidungen.
Obwohl Hondecoeter fast alle seine Werke signierte, ist nur ein sehr geringer Teil seiner Bilder auch datiert. Dieser Umstand macht eine chronologische Ordnung des Gesamtwerks problematisch und fast unmöglich. Weiters ist nachweisbar, dass auf Tierbildern von Zeitgenossen, z. B. von Jacobus Victors (1640–1705), die Originalsignaturen durch jene des bekannteren Hondecoeter ersetzt wurden.
Die Darstellungen zeichnen sich durch einen großen Detailrealismus aus. Es gilt als gesichert, dass Hondecoeter die Vögel nach der Natur malte. Die exotischen Vögel konnte er in den Tiergärten (sog. Menagerien) seiner Auftraggeber und Förderer sehen. 
Sein berühmtestes Bild ist das unter dem Namen Die schwimmende Feder bekannte Gemälde, das einen Teich mit Wasservögeln – darunter ein großer Pelikan im Vordergrund – zeigt. Dieses Bild befindet sich im Rijksmuseum Amsterdam, zusammen mit anderen Bildern Hondecoeters.